# Yolande van Lusignan
Yolande van Lusignan was de oudste dochter van Hugo XII van Lusignan en Johanna van Fougères. Na de dood van haar broer Guy wordt zij gravin van La Marche, maar Filips IV van Frankrijk slaagt erin om Yolande en al de andere erfgenamen te doen afzien van hun rechten, waardoor La Marche definitief bij de Franse kroon komt.

## Voorouders
| Voorouders van Yolande van Lusignan (1257-1314) | Voorouders van Yolande van Lusignan (1257-1314)                      | Voorouders van Yolande van Lusignan (1257-1314)                      | Voorouders van Yolande van Lusignan (1257-1314)                     | Voorouders van Yolande van Lusignan (1257-1314)                     | Voorouders van Yolande van Lusignan (1257-1314)                     | Voorouders van Yolande van Lusignan (1257-1314)                     | Voorouders van Yolande van Lusignan (1257-1314)                     | Voorouders van Yolande van Lusignan (1257-1314)                     |
| ----------------------------------------------- | -------------------------------------------------------------------- | -------------------------------------------------------------------- | ------------------------------------------------------------------- | ------------------------------------------------------------------- | ------------------------------------------------------------------- | ------------------------------------------------------------------- | ------------------------------------------------------------------- | ------------------------------------------------------------------- |
| Overgrootouders                                 | Hugo X van Lusignan (1185-1249) ∞ Isabella van Angoulême (1186-1246) | Hugo X van Lusignan (1185-1249) ∞ Isabella van Angoulême (1186-1246) | Peter Mauclerc (1187-1250) ∞ Adelheid van Bretagney (1200-1221)     | Peter Mauclerc (1187-1250) ∞ Adelheid van Bretagney (1200-1221)     | Geoffroy de Fougères (-1212) ∞ Mahaut de Porhoët (–)                | Geoffroy de Fougères (-1212) ∞ Mahaut de Porhoët (–)                | ? (-) ∞ ? (-)                                                       | ? (-) ∞ ? (-)                                                       |
| Grootouders                                     | Hugo XI van Lusignan (1221-1250) ∞ Yolande van Bretagne (1218-1272)  | Hugo XI van Lusignan (1221-1250) ∞ Yolande van Bretagne (1218-1272)  | Hugo XI van Lusignan (1221-1250) ∞ Yolande van Bretagne (1218-1272) | Hugo XI van Lusignan (1221-1250) ∞ Yolande van Bretagne (1218-1272) | Rudolf III van Fougères (1204-1256) ∞ Isabelle de Craon (1200-1221) | Rudolf III van Fougères (1204-1256) ∞ Isabelle de Craon (1200-1221) | Rudolf III van Fougères (1204-1256) ∞ Isabelle de Craon (1200-1221) | Rudolf III van Fougères (1204-1256) ∞ Isabelle de Craon (1200-1221) |
| Ouders                                          | Hugo XII van Lusignan (1236-1270) ∞ Johanna van Fougères (-1273)     | Hugo XII van Lusignan (1236-1270) ∞ Johanna van Fougères (-1273)     | Hugo XII van Lusignan (1236-1270) ∞ Johanna van Fougères (-1273)    | Hugo XII van Lusignan (1236-1270) ∞ Johanna van Fougères (-1273)    | Hugo XII van Lusignan (1236-1270) ∞ Johanna van Fougères (-1273)    | Hugo XII van Lusignan (1236-1270) ∞ Johanna van Fougères (-1273)    | Hugo XII van Lusignan (1236-1270) ∞ Johanna van Fougères (-1273)    | Hugo XII van Lusignan (1236-1270) ∞ Johanna van Fougères (-1273)    |